# Gracililima nyassae
Gracililima nyassae is een slang uit de familie Lamprophiidae.

## Naam en indeling
De wetenschappelijke naam van de soort werd voor het eerst voorgesteld door Albert Günther in 1888. Oorspronkelijk werd de wetenschappelijke naam Simocephalus nyassae gebruikt. De slang werd eerder aan andere geslachten toegekend, zoals Mehelya en Gonionotophis en name onder de naam Gonionotophis nyassae is de slang in veel literatuur bekend. De soort werd door Donald George Broadley, Krystal A. Tolley, Werner Conradie, Sarah Wishart, Jean-François Trape, Marius Burger, Chifundera Kusamba, Ange-Ghislain Zassi-Boulou en Greenbaum in 2018 aan het geslacht Gracililima toegewezen en is tegenwoordig de enige vertegenwoordiger van deze monotypische groep.

## Uiterlijke kenmerken
De slang blijft veel kleiner dan verwante soorten en bereikt een lichaamslengte van 35 tot 50 centimeter. De lichaamskleur is zwart, het lijf heeft een driehoekige doorsnede. De kop is duidelijk te onderscheiden van het lichaam door de aanwezigheid van een duidelijke insnoering, de kop heeft een langwerpige en enigszins vierkante vorm. De ogen zijn relatief kleinen hebben een elliptische pupil. De slang heeft vijftien rijen schubben in de lengte op het midden van het lichaam en 164 tot 193 schubben aan de buikzijde, vrouwtjes hebben gemiddeld een hoger aantal dan mannetjes. Onder de staart zijn 54 tot 78 schubben aanwezig, de mannetjes hebben hier gemiddeld een hoger aantal.

## Levenswijze
De slang is 's nachts actief en jaagt voornamelijk na zware regenval. Op het menu staan voornamelijk hagedissen. De slang staat bekend als een niet-agressieve soort en bijt niet snel, zelfs niet als het dier wordt opgepakt. De vrouwtjes zetten eieren af, de legsels bevatten drie tot zes eieren. De pas uitgekomen juvenielen hebben een lichaamslengte van ongeveer 20 centimeter.

## Verspreiding en habitat
Gracililima nyassae komt voor in delen van Afrika en leeft in de landen Zimbabwe, Botswana, Mozambique, Zuid-Afrika, Swaziland, Namibië, Tanzania, Kenia, Rwanda, Burundi, Malawi, Zambia, Congo-Kinshasa en Somalië. De habitat bestaat uit droge tropische en subtropische bossen, tropische en subtropische laaglanden, savannen en scrublands en graslanden. Ook in door de mens aangepaste streken zoals landelijke tuinen kan de slang worden aangetroffen. De soort is aangetroffen van zeeniveau tot op een hoogte van ongeveer 1200 meter boven zeeniveau.

## Beschermingsstatus
Door de internationale natuurbeschermingsorganisatie IUCN is de beschermingsstatus 'veilig' toegewezen (Least Concern of LC).